# Gudula Staub
Gudula Staub (* 31. Dezember 1968 in Saarlouis; heute Gudula Krause) ist eine ehemalige deutsche Volleyball- und Beachvolleyballspielerin.

## Karriere
Staub begann ihre aktive Laufbahn im Hallenvolleyball 1980. Sie war 180-fache Nationalspielerin und mit CJD Feuerbach und dem USC Münster mehrfache deutsche Meisterin und Pokalsiegerin. 1989 wurde sie als Hallenvolleyballerin des Jahres ausgezeichnet. Auch in den USA (bei den Florida Gators) und in Frankreich (bei RC Cannes) war sie sehr erfolgreich. 1996 begann sie an der Seite von Ulrike Schmidt ihre ebenfalls sehr erfolgreiche Karriere als Beachvolleyballerin. Im September 2000 beendete sie ihre Aktivitäten im Leistungssport mit einem neunten Platz bei den Olympischen Spielen in Sydney.
Von 2001 bis 2006 war Staub Trainerin der Bundesliga-Frauenmannschaft von Bayer 04 Leverkusen.